# Benedictus Rymonius
Benedictus Rymonius, född 4 september 1663 i Ingatorps församling, Jönköpings län, död 5 november 1704 i Skärkinds församling, Östergötlands län, var en svensk präst.

## Biografi
Benedictus Rymonius föddes 1663 i Ingatorps församling. Han var son till kyrkoherden Nicolaus Rymonius och Sara Werelia. Rymonius blev höstterminen 1683 student vid Lunds universitet och vårterminen 1684 student vid Uppsala universitet. Han skrevs in i nationens matrikel, men inte i universitets matrikel. Rymonius blev 1696 konsistorienotarie i Linköpings domkapitel och prästvigdes 28 september 1702. Han blev 26 januari 1703 kyrkoherde i Skärkinds församling. Rymonius led av melankoli och sköt sig själv, på sitt rum den 5 november 1704. Han begravdes på väster om prästgårdens ladugård, vid bergsuddens fot.